# Eschelbach (Sinsheim)
Eschelbach ist ein Dorf im Süden des Rhein-Neckar-Kreises in Baden-Württemberg, das seit 1972 zu Sinsheim gehört.

## Geschichte
Funde aus der Frühgeschichte und der Zeit der Römer belegen eine alte Besiedelung von Eschelbach, das 1071 im Lorscher Codex erstmals urkundlich erwähnt wurde. Der Ort kam 1232 als Lehen des Bistums Mainz an die Herren von Hirschhorn, die den Ort im 16. Jahrhundert reformierten und 1554 eine Dorfordnung erließen. Nach dem Tod des letzten Hirschhorners 1632 kam Eschelbach an Kurmainz. 1802 kam der Ort an Hessen, das Eschelbach mit anderen Orten per Staatsvertrag von 1803 im Zuge eines Gebietstausches mit Baden gegen Wimpfen eintauschte.
Eschelbach teilt im 17. und 18. Jahrhundert die Geschichte vieler Dörfer im Kraichgau, die vielfach unter den Auswirkungen des Dreißigjährigen Krieges, der nachfolgenden Zeit der Franzoseneinfälle, unter Truppendurchzügen und Einquartierungen sowie unter hohen Kriegskostenbeteiligungen zu leiden hatten. Der östlich von Eschelbach Gelegene Ort Schlupferstatt wurde vermutlich im Dreißigjährigen Krieg zerstört. Vom Ort sind alle Spuren verschwunden, die Schlupferstatter Felder gingen später in den Besitz der Eschelbacher Bauern über.
In badischer Zeit im 19. Jahrhundert kehrte eine gewisse Ruhe ein. Eschelbach entwickelte sich zu einem Handwerker- und Bauerndorf, ab 1863 bis in die 1960er Jahre spielte auch die Zigarrenindustrie eine bedeutende Rolle. Doch die vorherrschende Armut führte zu Ab- und Auswanderung, bis es zu Beginn des 20. Jahrhunderts zu einem Wirtschaftsaufschwung kam. Zwischen 1840 und 1892 verließen 427 Einwohner Eschelbach. 1939 wurden 1329 Einwohner gezählt, Ende 1945 waren es 1438.

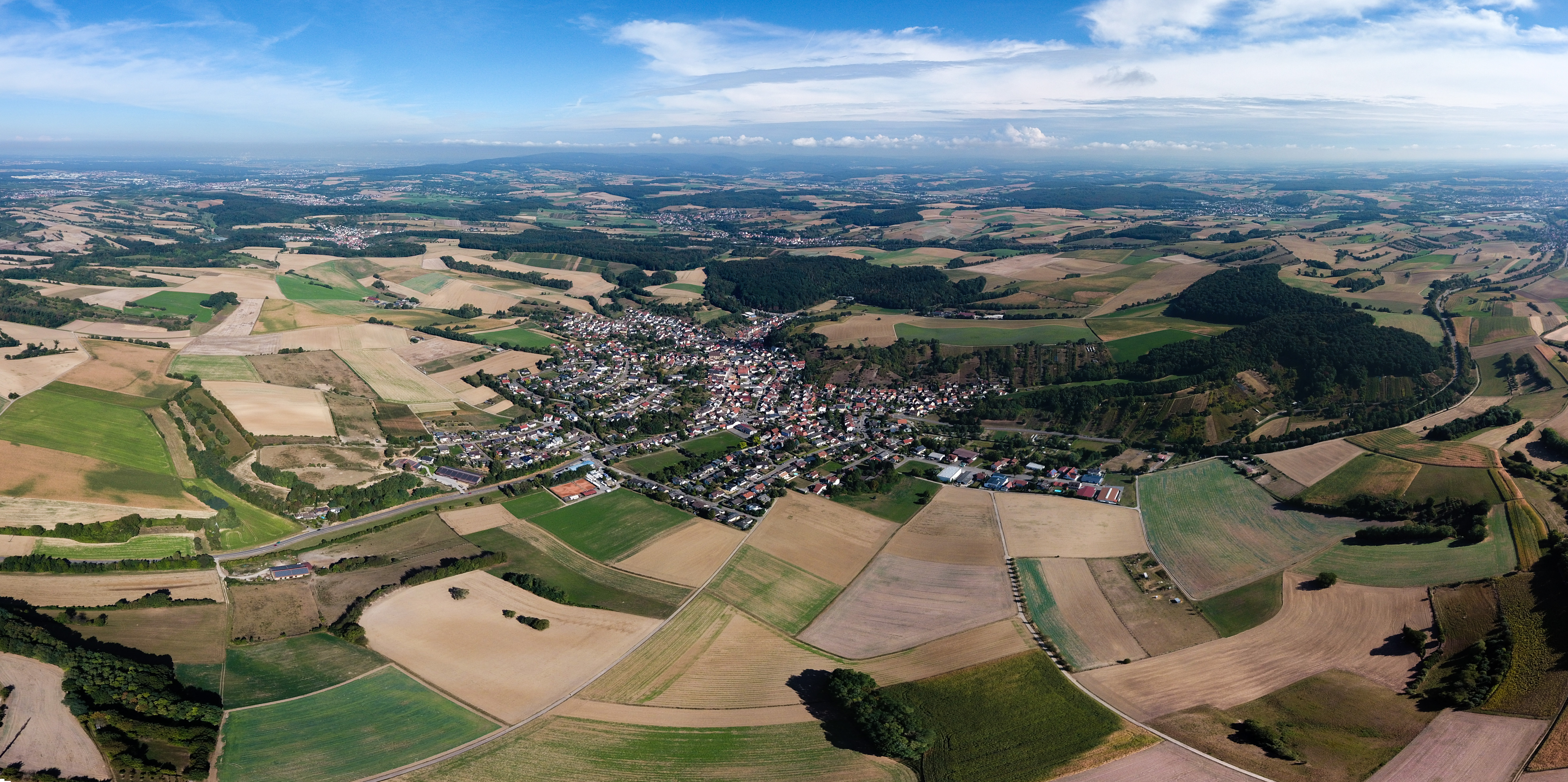
Luftbildaufnahme von Eschelbach über dem Hermannsberg

Während und nach dem Zweiten Weltkrieg wurden in Eschelbach zahlreiche Evakuierte und rund 400 Vertriebene einquartiert. In der Nachkriegszeit ging die Landwirtschaft von etwa 200 landwirtschaftlichen Betrieben auf einige wenige zurück.
Am 1. Juli 1972 wurde Eschelbach in die Stadt Sinsheim eingegliedert.

## Religionen
Eschelbach wurde in der ersten Hälfte des 16. Jahrhunderts durch die Herren von Hirschhorn reformiert und war danach zunächst rein evangelisch-lutherisch geprägt. Eine katholische Gemeinde bildete sich ab der zweiten Hälfte des 17. Jahrhunderts, traf sich zunächst in der Kellerei und errichtete 1894 auf einer Anhöhe über dem Ort eine eigene Kirche. Die katholische Gemeinde wuchs insbesondere nach dem Zweiten Weltkrieg durch den Zuzug von Vertriebenen stark an.
Die jüdische Gemeinde in Eschelbach existierte vom 17. Jahrhundert bis 1877.

## Wappen
Das Wappen von Eschelbach zeigt in Gold eine vierendige, gestürzte rote Hirschstange.

## Bauwerke

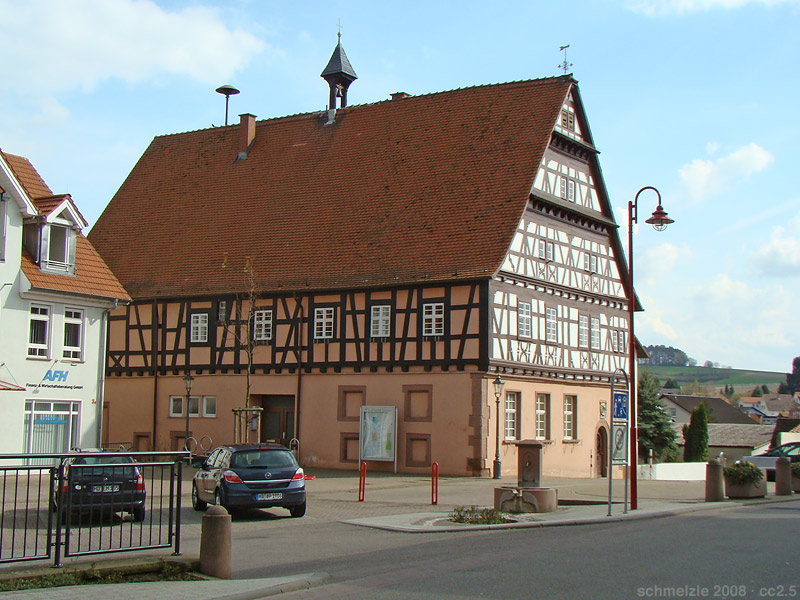
Rathaus in Eschelbach

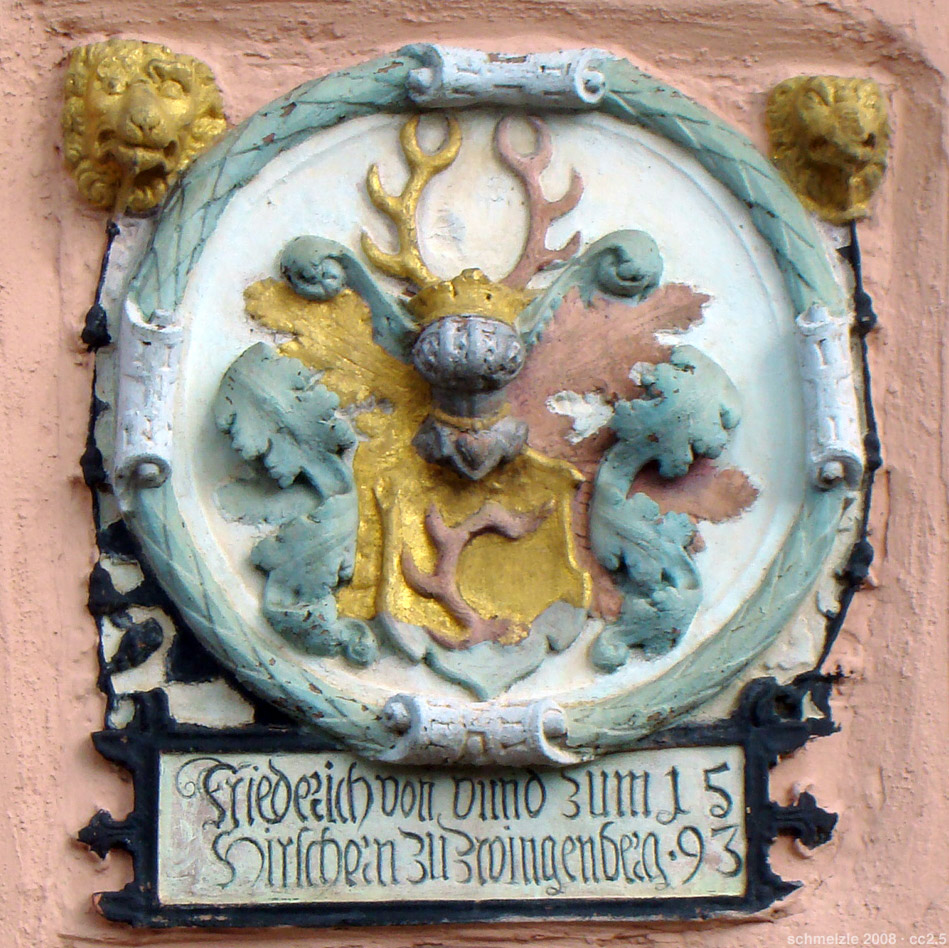
Wappen am Rathaus von Eschelbach

- Das Rathaus ist ein Fachwerkbau mit einstiger Kelter im Untergeschoss und wurde 1593 als Herrenhaus durch Friedrich von Hirschhorn zu Zwingenberg erbaut, dessen Wappen das Portal bekrönt. Das Gebäude war später zeitweilig auch katholisches Schulhaus.
- Die Evangelische Kirche ist von einer Wehrmauer aus dem Jahr 1791 umgeben und erhielt durch Vergrößerung des Kirchenschiffs 1898 ihre heutige Gestalt. Im Glockenturm befindet sich neben neueren Glocken auch die große Glocke aus dem Jahr 1484. Das Innere der Kirche ist nach jüngsten Sanierungen sehr schlicht und ohne historische Ausstattungsstücke.
- Die katholische Kirche St. Margareta wurde im Stil der Neogotik 1894 erbaut und hat noch im Wesentlichen ihre ursprüngliche Ausstattung.
- Das Alte Schulhaus beim Rathaus wurde 1838 erbaut, das neue Schulhaus entstand 1892.

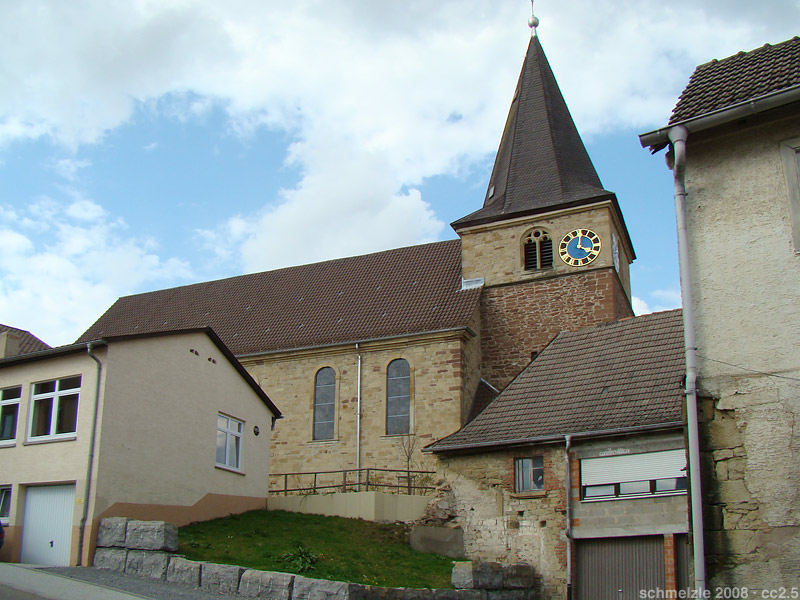
Evangelische Kirche
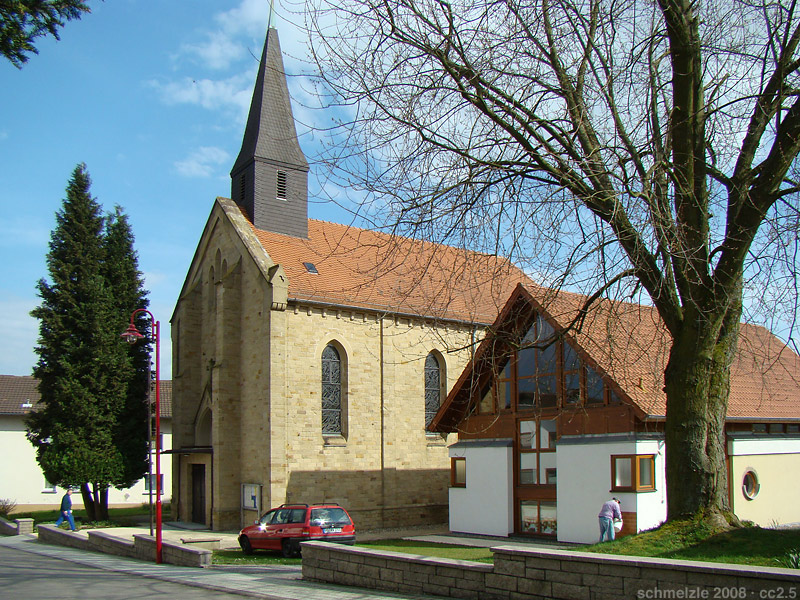
Katholische Kirche St. Margareta

## Radverkehr
Durch Eschelbach verläuft die Burgen-Tour Kraichgau-Stromberg, eine etwa 52 Kilometer lange regionale Radroute, die den Ort mit den umliegenden Orten Angelbachtal und Hoffenheim verbindet.

## Söhne und Töchter des Ortes
- Ludwig Vögely (1916–2009), Schulamtsdirektor und Heimatforscher